# Seleção Iugoslava de Futebol

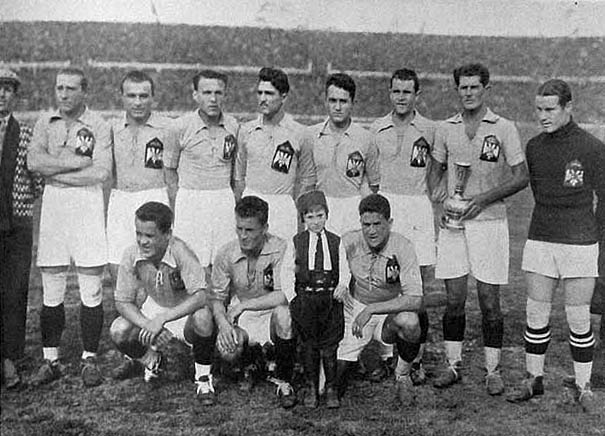
Iugoslavia, 1930

A Seleção Iugoslava de Futebol representou a Iugoslávia nas competições da FIFA.

## História
Já foi considerada uma das melhores seleções do mundo, embora, em toda a sua história, só tenha vencido dois títulos: a medalha de ouro nos Jogos Olímpicos de 1960 e o Campeonato Mundial Sub-20 em 1987. Na Copa do Mundo seu melhor desempenho foi um 4º lugar na Copa do Mundo de 1930 (Não houve disputa de 3º lugar em 1930, a FIFA considera os EUA como 3º e a Iugoslávia como 4º colocado, de acordo com a campanha de cada um na 1ª fase) e na Copa do Mundo de 1962. Nas Olimpíadas ainda obteve três medalhas de prata nos Jogos Olimpícos de 1948, Jogos Olimpícos de 1952 e Jogos Olimpícos de 1956 e uma medalha de bronze nos Jogos Olimpícos de 1984. Na Eurocopa obteve dois segundos lugares em 1960, 1968.
Com o fim da Iugoslávia, a seleção nacional também desmembrou-se, dando lugar a cinco novas seleções: Sérvia e Montenegro, Croácia, Macedônia, Bósnia e Eslovénia.
Mais recentemente a Seleção Servo-montenegrina de Futebol desmembrou-se tal como os próprios estados, dando origem à Montenegro e à Sérvia, sendo esta última considerada a sucessora oficial da Seleção Iugoslava.

## Seleções atuais após a extinção da Iugoslávia
Atualmente as seguintes seleções que existem com a extinção da Iugoslávia:
- Bósnia
- Croácia
- Eslovénia
- Macedônia do Norte
- Montenegro
- Kosovo
- Sérvia (Reconhecida pela FIFA como a sucessora da Iugoslávia)

## Títulos
- Olimpíadas: medalha de ouro - 1960
- Torneio Internacional de Toulon: 1982
- Campeonato Mundial Sub-20: 1987
- Jogos do Mediterrânio: Medalha de Ouro - 1971 e 1979

## Campanhas de destaque
- Copa do Mundo: 3º lugar - 1930*; 4º lugar - 1962
- Olimpíadas: medalha de prata (1948, 1952, 1956); medalha de bronze (1984)
- Eurocopa: 2º lugar - 1960, 1968
- Taça Independência - 3º lugar - 1972

- junto com os EUA

## Historial no Campeonato da Europa
- Organizações: 1
  - 1976
- Participações: 4
  - 1960, 1968, 1976 e 1984
- Títulos: 0
- Finais: 2
  - 1960 e 1968
- Ronda de qualificação:
  - Presenças: 9
  - Jogos: 65
  - Vitórias: 37
  - Empates: 11
  - Derrotas: 17
  - Golos marcados: 126
  - Golos sofridos: 77

## Uniformes
As cores tradicionais da Iugoslávia eram azul, branco e vermelho, refletindo o tricolor da bandeira do país. Essa combinação se manifestava tipicamente no primeiro uniforme por meio de camisas azuis, shorts brancos e meias vermelhas, fonte do apelido Plavi (Os Azuis). O segundo uniforme era todo branco, com detalhes em azul e vermelho.
Todos os kits de 1950 a 1990 foram patrocinados pela Adidas.

### Reino da Iugoslávia
| 1930 |

### República Socialista Federativa da Iugoslávia
| 1950–1962 | 1974 | 1982 | 1984 | 1990 | 1992 | 1992 |